# Penstemon pseudoputus
Penstemon pseudoputus là một loài thực vật có hoa trong họ Mã đề. Loài này được (Crosswh.) N.H. Holmgren mô tả khoa học đầu tiên năm 1979.